# Lubukbayas
Lubukbayas är en kulle i Indonesien.   Den ligger i provinsen Aceh, i den västra delen av landet, 1 600 km nordväst om huvudstaden Jakarta. Toppen på Lubukbayas är 39 meter över havet.
Terrängen runt Lubukbayas är huvudsakligen platt, men västerut är den kuperad.Runt Lubukbayas är det ganska tätbefolkat, med 116 invånare per kvadratkilometer. I omgivningarna runt Lubukbayas växer i huvudsak städsegrön lövskog.